# Rapa das bestas

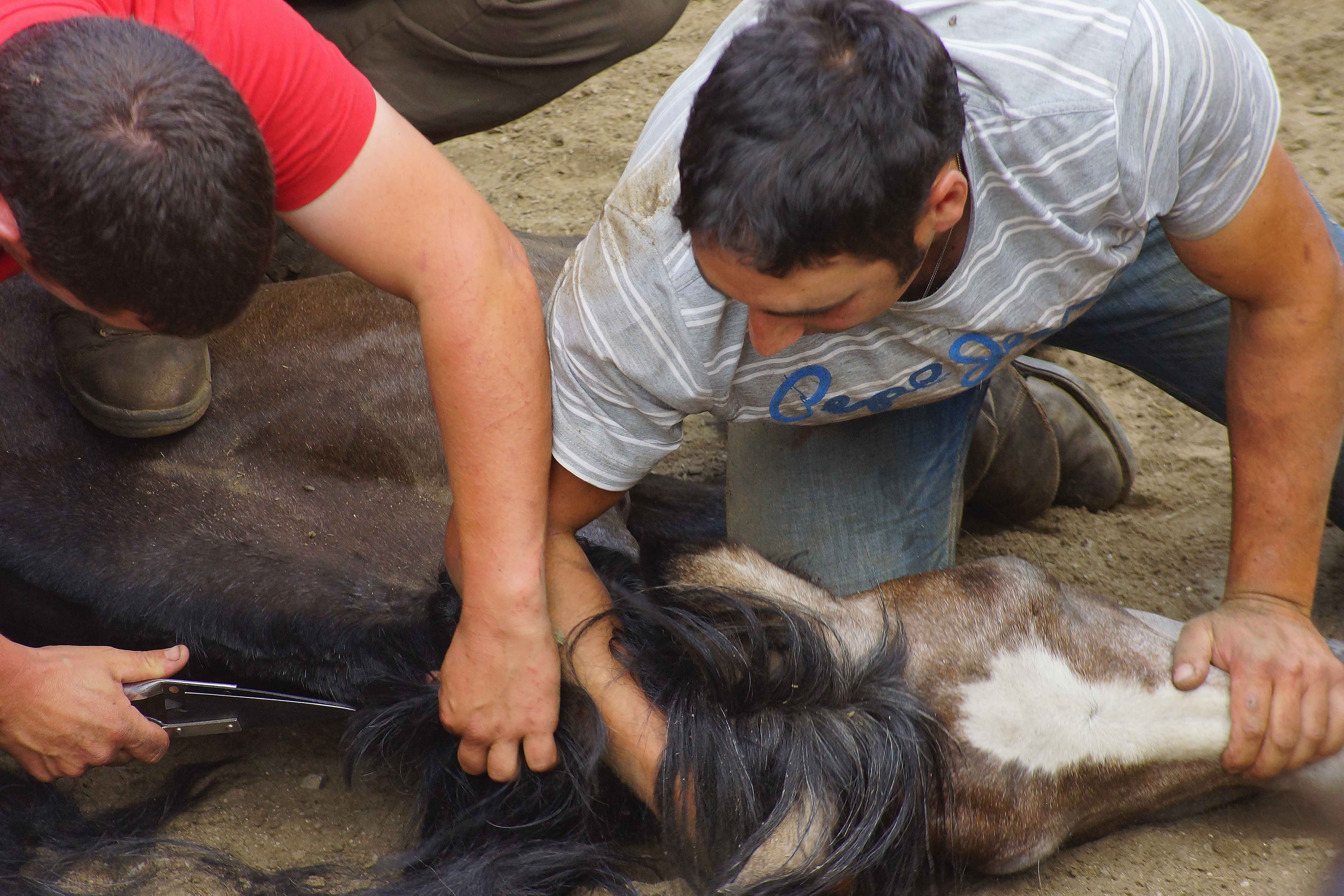
Het knippen van de manen

De Rapa das Bestas is een jaarlijks hippisch evenement in verschillende plaatsen in Galicië waarbij de half-wilde paarden (Galicische pony's) bijeengedreven worden in een curro en door jonge mannen met de hand gevangen worden om de manen te knippen (rapa) en indien nodig diergeneeskundige zorgen toe te dienen. Nieuwe veulens krijgen een brandmerk. 
Bijeendrijven, vangen, berijden en knippen vormen een moedproef voor de deelnemers en een spectakel voor het toeziend publiek in de arena.

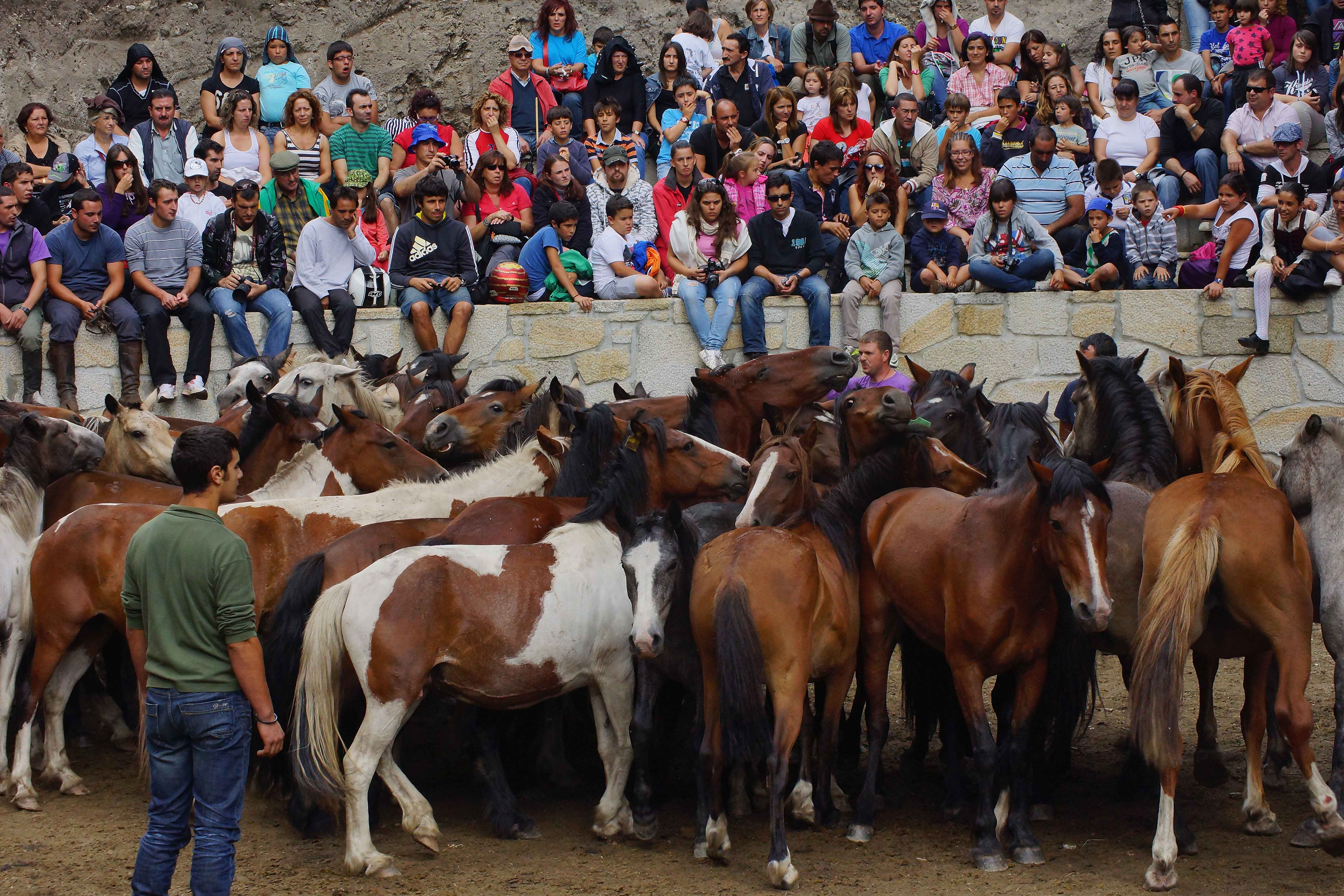
Curro met samengedreven paarden
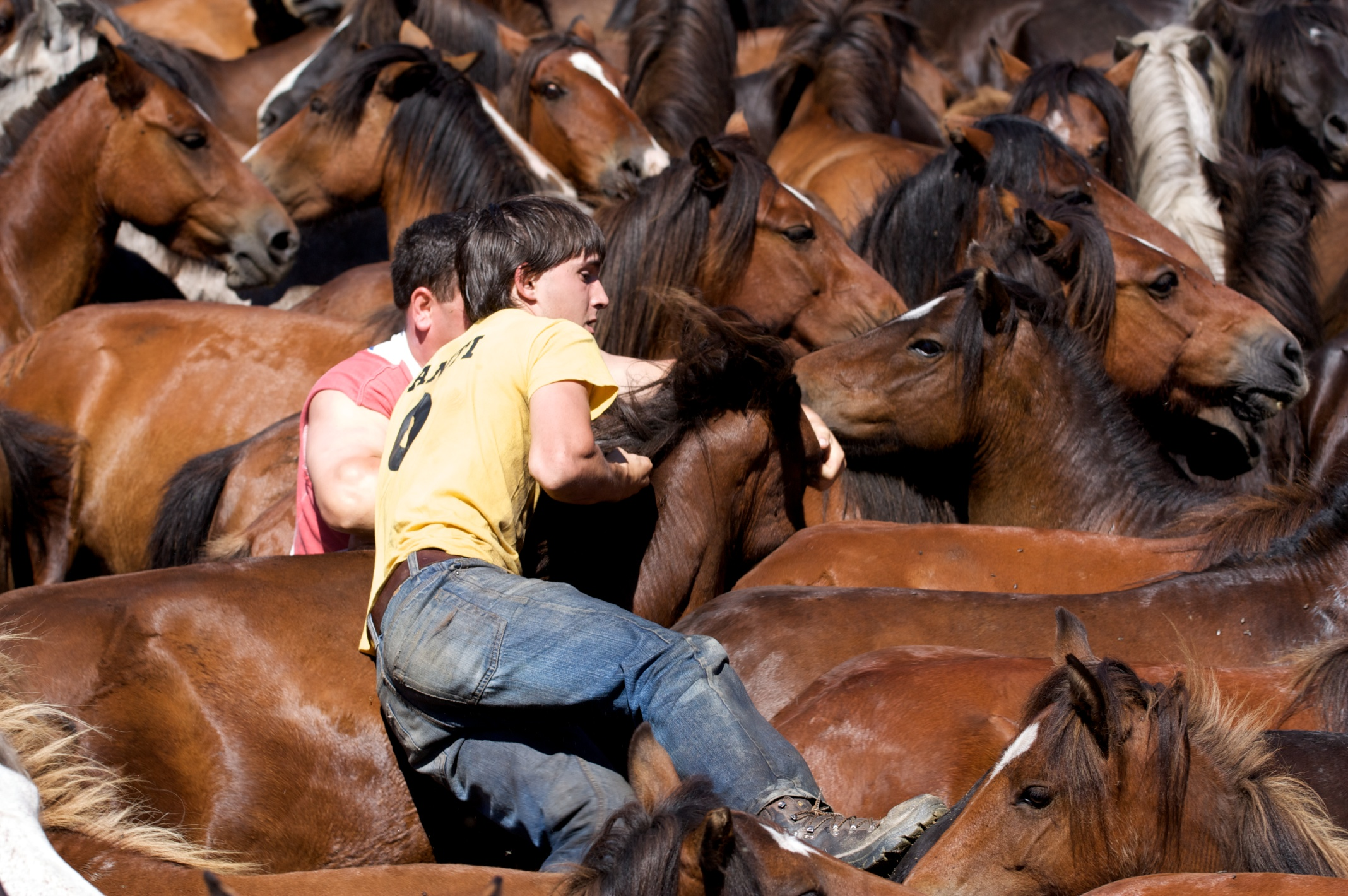
Vangen van de paarden
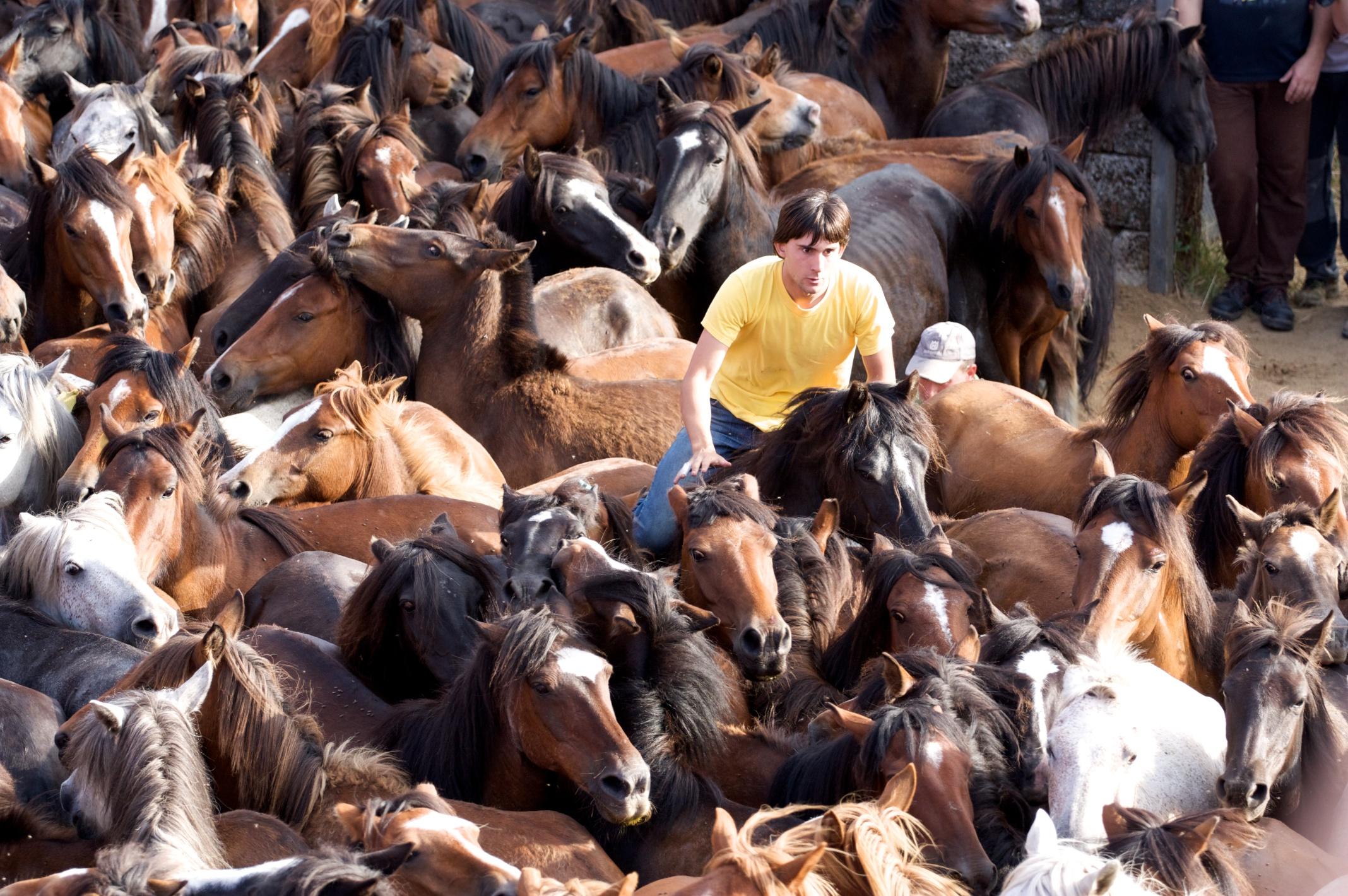
Berijden van ongezadelde dieren